# Buvajsar Sajtijev
Buvajsar Sajtijev, född 11 mars 1975 i Chasavjurt i Dagestan i Ryssland, död 2 mars 2025 i Moskva, var en rysk brottare med tjetjenskt ursprung som tog OS-guld i fristil, weltervikt, i olympiska sommarspelen 1996, 2004 och 2008. Han var också flerfaldig världsmästare (1995, 1997, 1998, 2001, 2003 och 2005) och europamästare (1996, 1997, 1998, 2000, 2001 och 2006).
Vid parlamentsvalet i Ryssland 2016 blev Sajtijev invald i den sjunde statsduman (2016–2021). Han representerade Dagestan och partiet Enade Ryssland och var medlem av kommittén för fysisk kultur, sport, turism och ungdomsfrågor.